# Undress to the Beat
Undress to the Beat (englisch für „Sich zum Takt ausziehen“) ist das sechste Studioalbum der deutschen Sängerin und Schauspielerin Jeanette Biedermann, das im März 2009 erschien.

## Entstehung und Veröffentlichung
Die Erstveröffentlichung von Undress to the Beat erfolgte am 20. März 2009 bei Universal Music. Das Album erschien in seiner Originalausgabe als CD und Download mit 13 Titeln (Katalognummer: 06025 1785252). Am gleichen Tag erschien auch eine Deluxeversion mit einem Bonusalbum, das fünf Bonustitel beinhaltet, darunter zwei neue Titel und drei Remixe (Katalognummer: 06025 1795986).
Geschrieben und produziert wurden die Lieder von verschiedenen, wechselnden Autoren und Produzenten. Jeanette selbst war beim Schreibprozess von drei Liedern beteiligt. Darüber hinaus waren namhafte Musiker wie Carl Falk oder auch Axel Hedfors (Axwell) an der Produktion und dem Schreibprozess beteiligt.

## Titelliste
1. No Rules (G. Black, Kyösti Salokorpi, Joel Melasniemi) – 3:22
2. Undress to the Beat (Johan Bobäck, Christian Fast, Marica Lindé, Mans Ek) – 3:47
3. Chasing a Thrill (Rob Davis, Peter Wright, Fransisca Balke) – 3:31
4. Teach Me How to Say Goodbye (Evan Rogers, Carl Sturken) – 3:49
5. Wild at That (Anders Wollbeck, Daniel Presley, Mattias Lindblom) – 3:17
6. Feline (Davis, Wright, Balke, Paul Longland) – 3:30
7. Solitary Rose (Jeanette Biedermann, Carl Falk, AJ Junior) – 3:02
8. Freak Out (Tony Kanal, Jimmy Harry, Lyrica Anderson) – 3:50
9. In or Out (Biedermann, Falk, AJ Junior) – 3:37
10. I Feel Love (Roger Olsson, George Nakas, Klas Wahl, Axel Hedfors, Shridar Solanki) – 4:07
11. Material Boy (Don’t Look Back) (Thomas Troelsen, Remee) – 4:20
12. This Love (Georgie Dennis, Sean Creasey) – 3:13
13. All Mine (Nermin Harambasic, Anne Judith Wik, Ronny Svendsen, Robin Jenssen) – 3:31

Deluxe-Edition
1. Undress to the Beat (Eddie Thoneick Dub Remix) – 5:32
2. Undress to the Beat (Alex Os’Kin & Michael Haase Remix) – 8:41
3. Undress to the Beat (Infrarohd Remix) – 3:49
4. Walking Through the Fire (Biedermann, Jörg Weißelberg) – 3:23
5. Don’t Forget to Say I Love You (Biedermann, Weißelberg) – 4:21

## Singleauskopplungen
| Jahr | Titel                          | Höchstplatzierung, Gesamtwochen, AuszeichnungChartplatzierungen (Jahr, Titel, , Platzierungen, Wochen, Auszeichnungen, Anmerkungen) | Höchstplatzierung, Gesamtwochen, AuszeichnungChartplatzierungen (Jahr, Titel, , Platzierungen, Wochen, Auszeichnungen, Anmerkungen) | Höchstplatzierung, Gesamtwochen, AuszeichnungChartplatzierungen (Jahr, Titel, , Platzierungen, Wochen, Auszeichnungen, Anmerkungen) | Anmerkungen                            |
| Jahr | Titel                          | DE | AT | CH | Anmerkungen                            |
| ---- | ------------------------------ | --- | --- | --- | -------------------------------------- |
| 2009 | Undress to the Beat            | DE6 (11 Wo.)DE | AT20 (8 Wo.)AT | CH94 (1 Wo.)CH | Erstveröffentlichung: 27. Februar 2009 |
| 2009 | Material Boy (Don’t Look Back) | DE43 (4 Wo.)DE | AT69 (1 Wo.)AT | — | Erstveröffentlichung: 29. Mai 2009     |
| 2009 | Solitary Rose                  | DE15 (7 Wo.)DE | AT16 (6 Wo.)AT | CH59 (2 Wo.)CH | Erstveröffentlichung: 30. Oktober 2009 |

## Rezensionen
Matthias Reichel von CDStarts.de schrieb, das Album sei ein Versuch, vom Charterfolg anderer Künstler wie Kylie Minogue oder Lady Gaga zu profitieren, schrieb aber weiterhin:

„In der Tat steht Jeanette Biedermann der unterkühlte Electro-Sound gar nicht schlecht… Hier und da blitzen tatsächlich ein paar brauchbare Ideen auf. Da wäre zum Beispiel der von Tony Kanal (No Doubt) mitgeschriebene Dance-Stomper Freak Out, das Kylie-Minogue-artige Feline oder der futuristische Track Material Boy (Don’t Look Back), der zu den besten Songs des Album zählt.“

## Chartplatzierungen
| ChartsChartplatzierungen | Höchstplatzierung | Wochen |
| ------------------------ | ----------------- | ------ |
| Deutschland (GfK)        | 13 (5 Wo.)        | 5      |
| Österreich (Ö3)          | 27 (4 Wo.)        | 4      |
| Schweiz (IFPI)           | 41 (5 Wo.)        | 5      |